# Realm of the Mad God
Realm of the Mad God (v překladu Říše šíleného boha) je hromadně multiplayerová webová hra (MMO), která byla vytvořena společnostmi Wild Shadow Studios a Spry Fox. Hra je velice originální v tom, že když za svou postavu zemřete, zmizí vám veškerá expedice a vaše věci, ale podle toho, jak jste byli dobří, dostanete ocenění v podobě Fame, za kterou můžete nakupovat různé vymoženosti. Začátek jejího vývoje je datován do ledna 2010, oficiálně byla spuštěna 20. června 2011.

## Postavy
- Wizard
- Priest
- Archer
- Rogue
- Warrior
- Knight
- Paladin
- Assassin
- Huntress
- Trickster
- Sorcerer
- Mystic
- Necromancer
- Ninja
- Samurai

Ve hře si hráč může vybrat jednu ze čtrnácti tříd. Tyto třídy musí postupně odemykat tím, že s danou třídou dosáhne páté nebo dvacáté úrovně. Jakmile dosáhne úrovně 20, musí začít sbírat Slávu (Fame), tu dostává z Bossů (bohů), které obvykle najde uprostřed mapy.
Jako první začíná hráč hrát za čaroděje (Wizard), po dosažení úrovně 5 se odemkne další postava Priest, opět až dosáhnete 5 úrovně se Vám odemkne nové postava a to je "Archer" a následně další postavy. Později už nebude stačit pro odemčení úroveň 5, budete muset dosáhnout úrovně 20,aby se Vám odemkla nová postava a také získáte tzv. Rank, podle kterého mohou ostatní hráči poznat, jak jste ve hře dobří.

## Předměty
Ve hře je velmi důležité vaše vybavení. Každý objekt přidává jinou vlastnost (např. defense, speed...). Objekty padají v pytlících - Brown Bag (obyčejný, padají v něm lektvary na doplnění zdraví nebo many), Pink bag (slabé věci pro začátečníky)
Purple Bag (speciální - vidíte ho pouze vy, padají v něm lepší itemy, obvykle s fame bonusem), Cyan Bag (speciální - vidíte ho pouze vy, padají v něm hodně dobré objekty), Blue Bag (speciální - vidíte ho pouze vy, padají v něm STAT POTIONS, které vám, dokud nezemřete, zvýší danou vlastnost (dobře se s nimi obchoduje)), White Bag (speciální - vidíte ho pouze vy, padají v něm nejlepší objekty až s 6% fame bonusem) Orange bag (předměty do setu, barvy na oblečení, látky na úpravu vzhledu, skiny a wine cellar incantation - klíč k Oryxovu vinnému sklepu - Wine cellar)
Předměty získané ve white bagu nelze nijak darovat ani prodat jiným hráčům = jsou tzv. soulbound

## Statové Lektvary
Jak už bylo zmíněno statové lektvary hráč dostává v modrých balíčcích. Existují: Dexterity, Speed, Vitality, Wisdom, Attack, Defense, Mana, Life.
Největší cenu má Life potion. zvýší maximální počet zdraví o 5hp ale i Mana potion zvýší o 5mp.